# Athletic Club Sparta Praha fotbal 2020-2021
Questa voce raccoglie le informazioni riguardanti l'Athletic Club Sparta Praha fotbal nelle competizioni ufficiali della stagione 2020-2021.

## Rosa
| N. |                       | Ruolo | Calciatore            |
| -- | --------------------- | ----- | --------------------- |
| 1  | Romania (bandiera)    | P     | Florin Niță           |
| 3  | Rep. Ceca (bandiera)  | D     | Ondřej Čelůstka       |
| 5  | Rep. Ceca (bandiera)  | D     | Dominik Plechatý      |
| 6  | Rep. Ceca (bandiera)  | C     | Filip Souček          |
| 7  | Svezia (bandiera)     | C     | David Moberg Karlsson |
| 8  | Rep. Ceca (bandiera)  | C     | David Pavelka         |
| 9  | Rep. Ceca (bandiera)  | C     | Ladislav Krejčí       |
| 10 | Rep. Ceca (bandiera)  | C     | Bořek Dočkal          |
| 11 | Bulgaria (bandiera)   | C     | Martin Minčev         |
| 13 | Rep. Ceca (bandiera)  | D     | David Lischka         |
| 15 | Rep. Ceca (bandiera)  | D     | Matěj Hanousek        |
| 16 | Rep. Ceca (bandiera)  | C     | Michal Sáček          |
| 18 | Rep. Ceca (bandiera)  | A     | Libor Kozák           |
| 19 | Slovacchia (bandiera) | D     | Lukáš Štetina         |

| N. |                       | Ruolo | Calciatore       |  |
| -- | --------------------- | ----- | ---------------- |  |
| 20 | Rep. Ceca (bandiera)  | A     | Adam Hložek      |  |
| 22 | Serbia (bandiera)     | C     | Srđan Plavšić    |  |
| 24 | Rep. Ceca (bandiera)  | C     | Matěj Polidar    |  |
| 25 | Rep. Ceca (bandiera)  | C     | Michal Trávník   |  |
| 28 | Rep. Ceca (bandiera)  | D     | Tomáš Wiesner    |  |
| 29 | Rep. Ceca (bandiera)  | P     | Milan Heča       |  |
| 32 | Norvegia (bandiera)   | D     | Andreas Vindheim |  |
| 33 | Slovacchia (bandiera) | D     | Dávid Hancko     |  |
| 36 | Rep. Ceca (bandiera)  | C     | Adam Karabec     |  |
| 37 | Rep. Ceca (bandiera)  | C     | Ladislav Krejčí  |  |
| 39 | Rep. Ceca (bandiera)  | A     | Lukáš Juliš      |  |
| 40 | Rep. Ceca (bandiera)  | P     | František Kotek  |  |
| 41 | Rep. Ceca (bandiera)  | D     | Martin Vitík     |  |

## Risultati

### UEFA Europa League

#### Gironi
| Arbitro: | Özkahya |

|                             |           |  |
| Díaz 24’ Leão 57’ Dalot 66’ | Marcatori |  |

| Arbitro: | Siebert |

|  |           |           |
|  | Marcatori | 23’ Hauge |